# Deuxième maison de Bragance
Pour les articles homonymes, voir Maison de Bragance et Bragance.
La deuxième maison de Bragance (dite sérénissime maison de Bragance) est une branche de la maison capétienne d'Aviz. Issue d'Alphonse de Portugal, fils illégitime du roi Jean Ier, elle a d'abord arboré le titre de duc de Bragance avant d’accéder au trône de Portugal entre 1640 et 1853 . La deuxième maison de Bragance a également régné sur le Brésil entre 1815 et 1889 .

## Histoire

### Origines
La deuxième maison de Bragance remonte à Alphonse de Portugal (1377-1461), un fils naturel du roi Jean Ier . Elle est donc issue, par les mâles, de la maison d'Aviz, qui descend elle-même de la maison de Bourgogne. Capétienne, la deuxième maison de Bragance est ainsi liée aux rois de France.

### Spécificité de la maison de Bragance
Les ducs de Bragance sont les plus riches, les plus nobles et les plus puissants seigneurs de tout le Portugal depuis le début du XVe siècle. Ils avaient le droit de justice et le droit d'anoblir. Leurs terres étaient hors de l'administration et de la justice royales, et ils nommaient leurs gentilshommes à des charges rétribuées, royales, réservées à cet effet par la couronne .
Ils sont ducs de Bragance, de Guimarães, de Barcelos, marquis de Vila Viçosa, comtes de Arraiolos, d'Ourém, et de Neiva, etc., et possédaient l'office héréditaire de connétable de Portugal, c'est-à-dire de chefs militaires de tout le royaume, dépendant seulement et directement du roi. Leurs terres étaient distribuées largement, dans tout le Portugal. Jacques Ier de Bragance, prince de la Renaissance, avait abandonné ses châteaux et palais du Nord du pays et fait bâtir à Vila Viçosa, dans le Sud, en Alentejo, un nouveau et splendide palais digne d'un prince de la Renaissance, après qu'il fut revenu de sa conquête solitaire d'Azemmour, au Maroc portugais, pour l'offrir au roi son cousin.
Alliés à plusieurs reprises avec des princesses légitimes de la maison d'Aviz dont ils sont issus par les mâles en bâtardise, leur maison est depuis toujours montée sur un train royal, leur cour, à Vila Viçosa, étant façonnée à l'image de celle de la maison royale de leurs souverains, leurs cousins les rois de Lisbonne, dont ils sont toujours considérés comme partie de la famille royale. Ils sont aussi à cette époque les seuls à avoir droit à l'appellation d'Excellence, à défaut de celle d'Altesse, réservée à leurs beaux-frères, les princes et les infants légitimes de Portugal. Les ducs avaient ainsi des liens de parenté avec plusieurs familles régnantes européennes, dont les Habsbourg de Vienne et de Madrid, les Parme et les Savoie, notamment.
Déjà Isabelle la Catholique, qui avait pris la couronne à sa nièce la reine Jeanne, l'héritière légitime d'Henri IV de Castille, est une Bragance par sa mère. Ce fait lui a permis de comploter contre Jean II de Portugal avec son cousin Ferdinand II de Bragance, raison pour laquelle il est jugé, exécuté, et dépossédé de toute sa maison, bien que marié à une infante de Portugal, la sœur de Manuel Ier de Portugal. Celui-ci, pourtant, en montant sur le trône, les rétablit de suite dans leur train de maison, et les fait héritiers de la couronne portugaise, comme ses neveux légitimes.

### Premiers échecs dynastiques
La deuxième maison de Bragance manque, une première fois, d'accéder à la couronne portugaise en 1501, quand Jacques Ier de Bragance est proclamé prince de Portugal et héritier du trône sur l'ordre de son oncle maternel, le roi Manuel Ier le Fortuné, qui n'a alors pas d'enfant. La naissance du futur Jean III de Portugal l'année suivante éloigne toutefois les Bragance de la couronne pour plusieurs décennies.
Les Bragance passent une seconde fois à côté du trône à la mort sans descendance du roi Henri Ier de Portugal, en 1580. À l'époque, les cortès portugaises envisagent de confier le trône à l'infante Catherine, petite-fille de Manuel Ier et épouse du duc Jean Ier de Bragance. C'est cependant le cousin de Catherine, le roi Philippe II d'Espagne, qui s'empare du trône et devient le roi Philippe Ier de Portugal, par l'invasion du pays, en dépit du fort sentiment national. Cette intervention espagnole fait suite à la grave défaite des portugais au Maroc dans la bataille d'Alqazar Qivir en 1578 , ou bataille des trois rois, dans laquelle le roi de Portugal Sébastien Ier perd la vie sans descendance.

### Accession au trône de Portugal

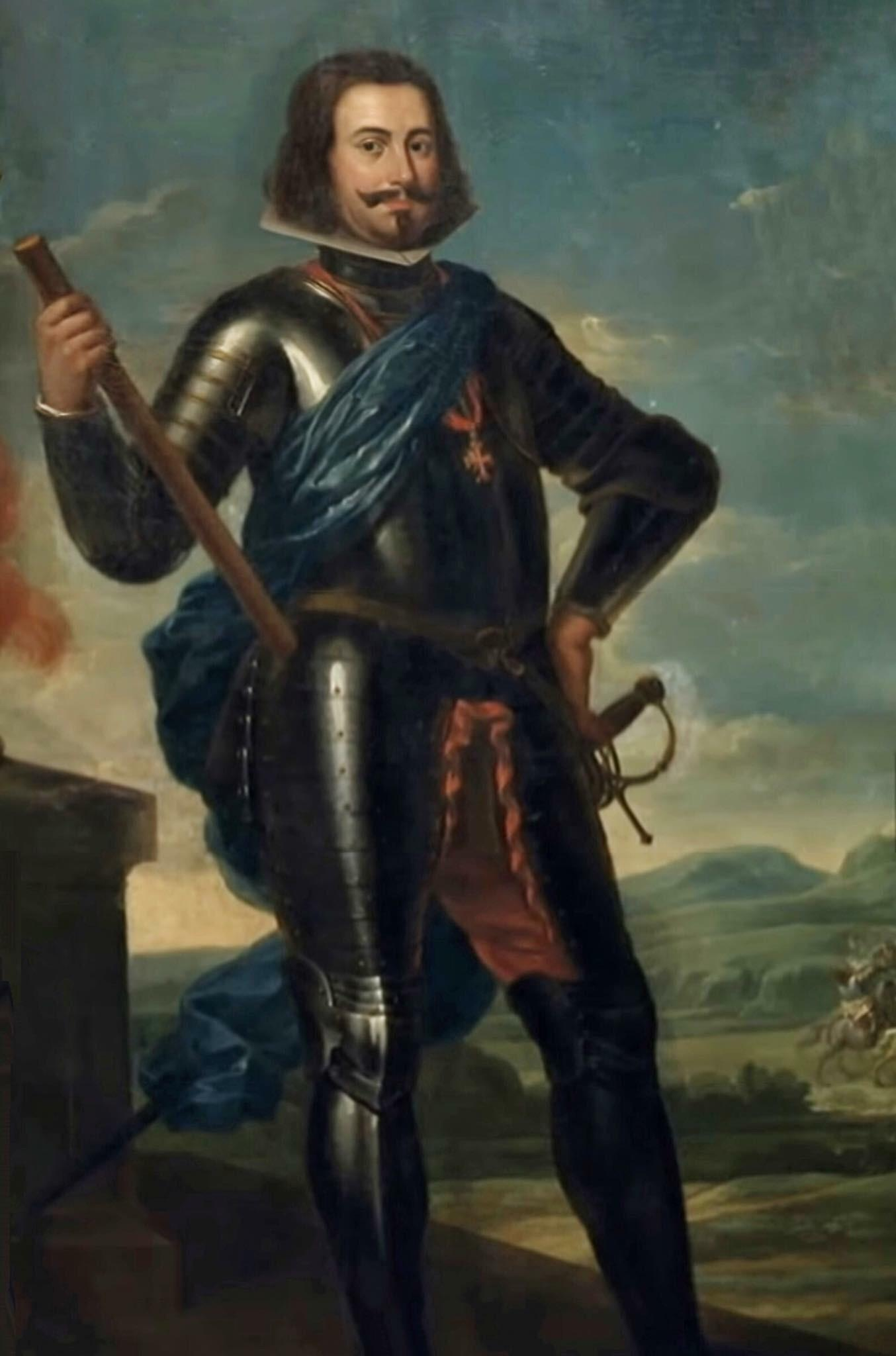
Le roi Jean IV de Portugal.

Avec la révolution portugaise du 1er décembre 1640, la deuxième maison de Bragance rétablit ses droits au trône en chassant les Habsbourg du Portugal. Jean II de Bragance devient alors le roi Jean IV et ses descendants règnent sur le pays et ses colonies jusqu'à la proclamation de la République portugaise en 1910 .
Le royaume de Portugal ne connaissant pas la loi salique, la deuxième maison de Bragance perd toutefois le trône à la mort de la reine Marie II en 1853 . À cette date, les Bragance-Saxe-Cobourg montent à leur tour sur le trône lusitanien tandis que les représentants de la branche migueliste de l'ancienne dynastie s'exilent après la guerre libérale de 1828-1834.

### Accession au trône du Brésil
Le 20 novembre 1807, les troupes de Napoléon Ier envahissent le Portugal, qui refuse d'adhérer au blocus continental dirigé contre le Royaume-Uni de Grande-Bretagne et d'Irlande. Incapables de résister aux forces françaises, les Bragance décident de fuir au Brésil, la plus riche et la plus développée des colonies lusitaniennes. Le 29 novembre, la cour embarque donc pour le Nouveau Monde et part pour un voyage de quatre mois à travers l'Atlantique .
Installée au Brésil, la deuxième maison de Bragance promeut la colonie au rang de royaume en proclamant le Royaume-Uni de Portugal, du Brésil et des Algarves en 1815 .
Le 7 septembre 1822 le régent du Brésil Pierre de Bragance, fils de Jean VI de Portugal, proclame l'indépendance et devient empereur du Brésil sous le nom de Pierre Ier . En 1831 il abdique la couronne brésilienne en faveur de son fils, qui devient l'empereur Pierre II du Brésil . La branche aînée de la deuxième maison de Bragance règne sur le Brésil jusqu’à la proclamation de la République en 1889.
La princesse impériale, Isabelle de Bragance, fille aînée de Pierre II, fut régente de l’empire du Brésil et signa la Loi d'or (Lei Áurea) abolissant l'esclavage au Brésil (13 mai 1888). En 1864, elle épousa Gaston d'Orléans, comte d'Eu. Par leur mariage, ils fondèrent la maison d'Orléans-Bragance.
La branche aînée de la deuxième maison de Bragance s'éteint à la mort de la princesse impériale Isabelle du Brésil en 1921. Elle laisse alors la place à la maison d'Orléans-Bragance, qui revendique la succession au trône.

### De MichelIerà nos jours

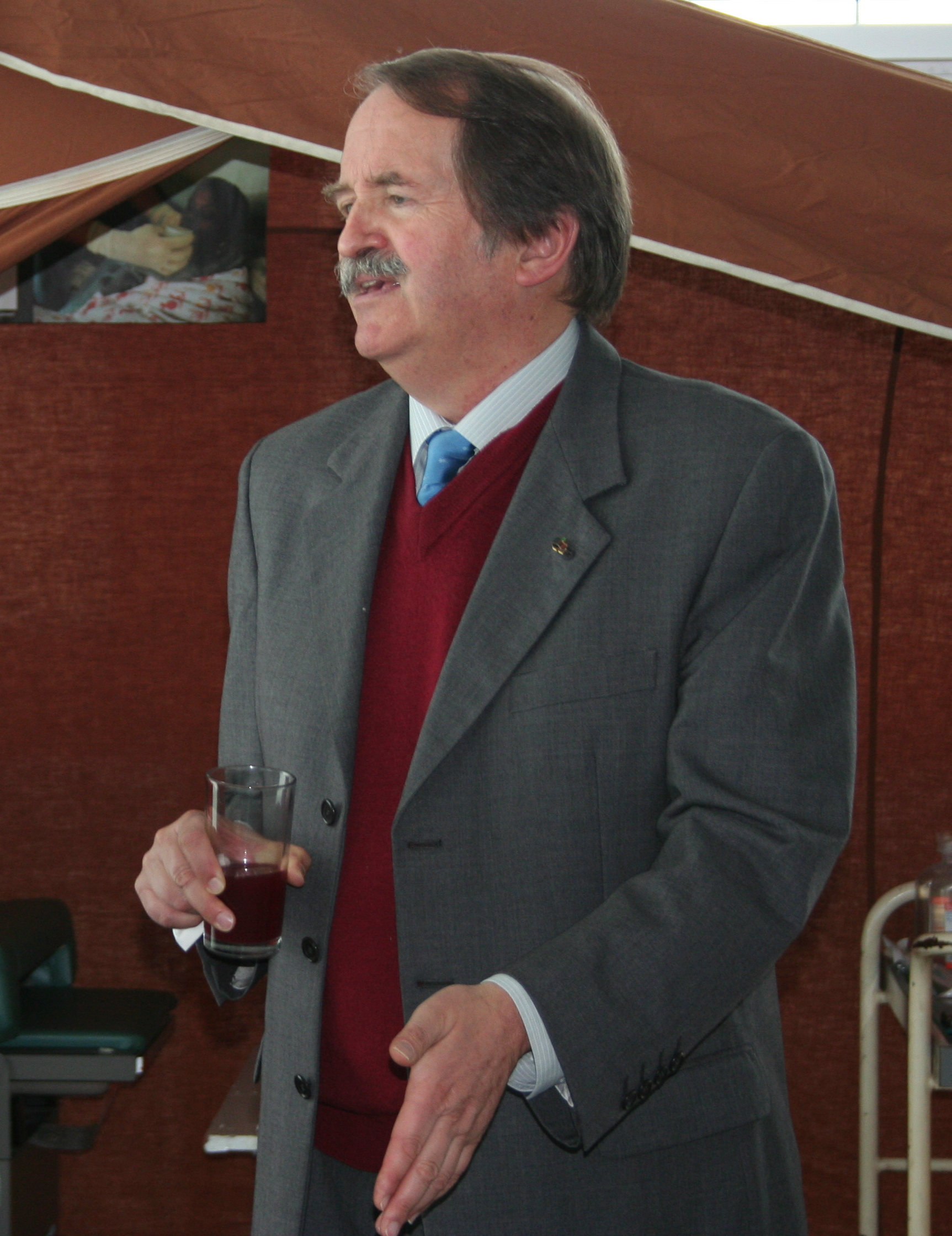
Duarte de Bragança, l'actuel prétendant de la deuxième branche de la maison de Bragance.

Après l'échec de la guerre libérale de 1828-1834, le roi Michel Ier et ses descendants sont contraints à l'exil par le gouvernement de la reine Marie II de Portugal, et la même reine les privait encore perpétuellement de tous droits dynastiques. Michel puis son fils, le prétendant Michel Janvier de Bragance, continuent toutefois à revendiquer le trône de Portugal .
Après la proclamation de la République portugaise en 1910, la branche des Bragance-Saxe-Cobourg et Gotha se retrouvent eux aussi en exil. Une grande partie des partisans de la monarchie portugaise voulait soutenir les prétentions dynastiques de Maria Pia de Saxe-Cobourg et Gotha Bragance, la célèbre prétendue demi-sœur de l'ancien roi Manuel II. Cependant, certains partisans de Manuel II se rallient après sa mort sans postérité en 1932, à son cousin Édouard Nuno de Bragance — le troisième fils du prétendant Michel Janvier — qui est depuis 1920, sous le nom d'« Édouard II », le prétendant des miguelistes ,. Ces derniers ont récusé son père et ses deux demi-frères aînés à cause de leur soutien aux Empires centraux (ils avaient servi, les uns dans l'armée autrichienne — « Michel II » était Feldmarschall-Leutnant, et son deuxième fils, François-Joseph de Bragance (1879-1919), était filleul de l'empereur éponyme —, l'autre  — le fils aîné, Michel Marie Maximilien de Bragance — dans l'armée allemande comme capitaine) pendant la Première Guerre mondiale.
Aujourd'hui, le titre de duc de Bragance est revendiqué par le prince Duarte de Bragança (né en 1945), prétendant au trône de Portugal, arrière-petit-fils du roi Michel Ier.

## Patrimoine
Le très riche patrimoine matériel, historique, culturel et artistique privé de la maison de Bragance est aujourd'hui conservé et administré par la Fondation de la Maison de Bragance (en portugais : Fundação da Casa de Bragança).

## Arbres généalogiques

### Parenté entre les maisons d'Aviz et de Bragance
|                                         |                                         |                                         |                                         |                                         |                                         | Philippa de Lancastre       | Philippa de Lancastre       | Philippa de Lancastre       | Philippa de Lancastre       | Philippa de Lancastre       | Philippa de Lancastre       |                                    |                                    |                                    |                                    |                                           |                                           |                                           |                                           | Jean Ier roi de Portugal                  | Jean Ier roi de Portugal                  | Jean Ier roi de Portugal | Jean Ier roi de Portugal | Jean Ier roi de Portugal | Jean Ier roi de Portugal |                                         |                             |                              |                             |                             |                             | Agnès Pires                                   | Agnès Pires                                   | Agnès Pires                                   | Agnès Pires                                   | Agnès Pires                                   | Agnès Pires                                   |  |  |  |  |  |  |  |  |  |  |  |  |  |  |
|                                         |                                         |                                         |                                         |                                         |                                         | Philippa de Lancastre       | Philippa de Lancastre       | Philippa de Lancastre       | Philippa de Lancastre       | Philippa de Lancastre       | Philippa de Lancastre       |                                    |                                    |                                    |                                    |                                           |                                           |                                           |                                           | Jean Ier roi de Portugal                  | Jean Ier roi de Portugal                  | Jean Ier roi de Portugal | Jean Ier roi de Portugal | Jean Ier roi de Portugal | Jean Ier roi de Portugal |                                         |                             |                              |                             |                             |                             | Agnès Pires                                   | Agnès Pires                                   | Agnès Pires                                   | Agnès Pires                                   | Agnès Pires                                   | Agnès Pires                                   |  |  |  |  |  |  |  |  |  |  |  |  |  |  |
|                                         |                                         |                                         |                                         |                                         |                                         |                             |                             |                             |                             |                             |                             |                                    |                                    |                                    |                                    |                                           |                                           |                                           |                                           |                                           |                                           |                          |                          |                          |                          |                                         |                             |                              |                             |                             |                             |                                               |                                               |                                               |                                               |                                               |                                               |  |  |  |  |  |  |  |  |  |  |  |  |  |  |
|                                         |                                         |                                         |                                         |                                         |                                         |                             |                             |                             |                             |                             |                             |                                    |                                    |                                    |                                    |                                           |                                           |                                           |                                           |                                           |                                           |                          |                          |                          |                          |                                         |                             | Alphonse Ier duc de Bragance |                             |                             |                             |                                               |                                               |                                               |                                               |                                               |                                               |  |  |  |  |  |  |  |  |  |  |  |  |  |  |
|                                         |                                         |                                         |                                         |                                         |                                         |                             |                             |                             |                             |                             |                             |                                    |                                    |                                    |                                    |                                           |                                           |                                           |                                           |                                           |                                           |                          |                          |                          |                          |                                         |                             |                              |                             |                             |                             |                                               |                                               |                                               |                                               |                                               |                                               |  |  |  |  |  |  |  |  |  |  |  |  |  |  |
|                                         |                                         |                                         |                                         |                                         |                                         |                             |                             |                             |                             |                             |                             |                                    |                                    |                                    |                                    |                                           |                                           |                                           |                                           |                                           |                                           |                          |                          |                          |                          |                                         |                             |                              |                             |                             |                             |                                               |                                               |                                               |                                               |                                               |                                               |  |  |  |  |  |  |  |  |  |  |  |  |  |  |
|                                         |                                         |                                         |                                         |                                         |                                         | Édouard Ier roi de Portugal | Édouard Ier roi de Portugal | Édouard Ier roi de Portugal | Édouard Ier roi de Portugal | Édouard Ier roi de Portugal | Édouard Ier roi de Portugal |                                    |                                    |                                    |                                    | Jean de Portugal                          | Jean de Portugal                          | Jean de Portugal                          | Jean de Portugal                          | Jean de Portugal                          | Jean de Portugal                          |                          |                          | Isabelle de Bragance     | Isabelle de Bragance     | Isabelle de Bragance                    | Isabelle de Bragance        | Isabelle de Bragance         | Isabelle de Bragance        |                             |                             | Ferdinand Ier duc de Bragance                 | Ferdinand Ier duc de Bragance                 | Ferdinand Ier duc de Bragance                 | Ferdinand Ier duc de Bragance                 | Ferdinand Ier duc de Bragance                 | Ferdinand Ier duc de Bragance                 |  |  |  |  |  |  |  |  |  |  |  |  |  |  |
|                                         |                                         |                                         |                                         |                                         |                                         | Édouard Ier roi de Portugal | Édouard Ier roi de Portugal | Édouard Ier roi de Portugal | Édouard Ier roi de Portugal | Édouard Ier roi de Portugal | Édouard Ier roi de Portugal |                                    |                                    |                                    |                                    | Jean de Portugal                          | Jean de Portugal                          | Jean de Portugal                          | Jean de Portugal                          | Jean de Portugal                          | Jean de Portugal                          |                          |                          | Isabelle de Bragance     | Isabelle de Bragance     | Isabelle de Bragance                    | Isabelle de Bragance        | Isabelle de Bragance         | Isabelle de Bragance        |                             |                             | Ferdinand Ier duc de Bragance                 | Ferdinand Ier duc de Bragance                 | Ferdinand Ier duc de Bragance                 | Ferdinand Ier duc de Bragance                 | Ferdinand Ier duc de Bragance                 | Ferdinand Ier duc de Bragance                 |  |  |  |  |  |  |  |  |  |  |  |  |  |  |
|                                         |                                         |                                         |                                         |                                         |                                         |                             |                             |                             |                             |                             |                             |                                    |                                    |                                    |                                    |                                           |                                           |                                           |                                           |                                           |                                           |                          |                          |                          |                          |                                         |                             |                              |                             |                             |                             |                                               |                                               |                                               |                                               |                                               |                                               |  |  |  |  |  |  |  |  |  |  |  |  |  |  |
|                                         |                                         |                                         |                                         |                                         |                                         |                             |                             |                             |                             |                             |                             |                                    |                                    |                                    |                                    |                                           |                                           |                                           |                                           |                                           |                                           |                          |                          |                          |                          |                                         |                             |                              |                             |                             |                             |                                               |                                               |                                               |                                               |                                               |                                               |  |  |  |  |  |  |  |  |  |  |  |  |  |  |
| Alphonse V roi de Portugal              | Alphonse V roi de Portugal              | Alphonse V roi de Portugal              | Alphonse V roi de Portugal              | Alphonse V roi de Portugal              | Alphonse V roi de Portugal              |                             |                             |                             |                             |                             |                             | Ferdinand de Portugal duc de Viseu | Ferdinand de Portugal duc de Viseu | Ferdinand de Portugal duc de Viseu | Ferdinand de Portugal duc de Viseu | Ferdinand de Portugal duc de Viseu        | Ferdinand de Portugal duc de Viseu        |                                           |                                           | Béatrice de Portugal                      | Béatrice de Portugal                      | Béatrice de Portugal     | Béatrice de Portugal     | Béatrice de Portugal     | Béatrice de Portugal     |                                         |                             |                              |                             |                             |                             |                                               |                                               |                                               |                                               |                                               |                                               |  |  |  |  |  |  |  |  |  |  |  |  |  |  |
| Alphonse V roi de Portugal              | Alphonse V roi de Portugal              | Alphonse V roi de Portugal              | Alphonse V roi de Portugal              | Alphonse V roi de Portugal              | Alphonse V roi de Portugal              |                             |                             |                             |                             |                             |                             | Ferdinand de Portugal duc de Viseu | Ferdinand de Portugal duc de Viseu | Ferdinand de Portugal duc de Viseu | Ferdinand de Portugal duc de Viseu | Ferdinand de Portugal duc de Viseu        | Ferdinand de Portugal duc de Viseu        |                                           |                                           | Béatrice de Portugal                      | Béatrice de Portugal                      | Béatrice de Portugal     | Béatrice de Portugal     | Béatrice de Portugal     | Béatrice de Portugal     |                                         |                             |                              |                             |                             |                             |                                               |                                               |                                               |                                               |                                               |                                               |  |  |  |  |  |  |  |  |  |  |  |  |  |  |
|                                         |                                         |                                         |                                         |                                         |                                         |                             |                             |                             |                             |                             |                             |                                    |                                    |                                    |                                    |                                           |                                           |                                           |                                           |                                           |                                           |                          |                          |                          |                          |                                         |                             |                              |                             |                             |                             |                                               |                                               |                                               |                                               |                                               |                                               |  |  |  |  |  |  |  |  |  |  |  |  |  |  |
|                                         |                                         |                                         |                                         |                                         |                                         |                             |                             |                             |                             |                             |                             |                                    |                                    |                                    |                                    |                                           |                                           |                                           |                                           |                                           |                                           |                          |                          |                          |                          |                                         |                             |                              |                             |                             |                             |                                               |                                               |                                               |                                               |                                               |                                               |  |  |  |  |  |  |  |  |  |  |  |  |  |  |
| Jean II roi de Portugal                 | Jean II roi de Portugal                 | Jean II roi de Portugal                 | Jean II roi de Portugal                 | Jean II roi de Portugal                 | Jean II roi de Portugal                 |                             |                             | Manuel Ier roi de Portugal  | Manuel Ier roi de Portugal  | Manuel Ier roi de Portugal  | Manuel Ier roi de Portugal  | Manuel Ier roi de Portugal         | Manuel Ier roi de Portugal         |                                    |                                    |                                           |                                           |                                           |                                           |                                           |                                           |                          |                          | Isabelle de Viseu        | Isabelle de Viseu        | Isabelle de Viseu                       | Isabelle de Viseu           | Isabelle de Viseu            | Isabelle de Viseu           |                             |                             | Ferdinand II duc de Bragance                  | Ferdinand II duc de Bragance                  | Ferdinand II duc de Bragance                  | Ferdinand II duc de Bragance                  | Ferdinand II duc de Bragance                  | Ferdinand II duc de Bragance                  |  |  |  |  |  |  |  |  |  |  |  |  |  |  |
| Jean II roi de Portugal                 | Jean II roi de Portugal                 | Jean II roi de Portugal                 | Jean II roi de Portugal                 | Jean II roi de Portugal                 | Jean II roi de Portugal                 |                             |                             | Manuel Ier roi de Portugal  | Manuel Ier roi de Portugal  | Manuel Ier roi de Portugal  | Manuel Ier roi de Portugal  | Manuel Ier roi de Portugal         | Manuel Ier roi de Portugal         |                                    |                                    |                                           |                                           |                                           |                                           |                                           |                                           |                          |                          | Isabelle de Viseu        | Isabelle de Viseu        | Isabelle de Viseu                       | Isabelle de Viseu           | Isabelle de Viseu            | Isabelle de Viseu           |                             |                             | Ferdinand II duc de Bragance                  | Ferdinand II duc de Bragance                  | Ferdinand II duc de Bragance                  | Ferdinand II duc de Bragance                  | Ferdinand II duc de Bragance                  | Ferdinand II duc de Bragance                  |  |  |  |  |  |  |  |  |  |  |  |  |  |  |
|                                         |                                         |                                         |                                         |                                         |                                         |                             |                             |                             |                             |                             |                             |                                    |                                    |                                    |                                    |                                           |                                           |                                           |                                           |                                           |                                           |                          |                          |                          |                          |                                         |                             |                              |                             |                             |                             |                                               |                                               |                                               |                                               |                                               |                                               |  |  |  |  |  |  |  |  |  |  |  |  |  |  |
|                                         |                                         |                                         |                                         |                                         |                                         |                             |                             |                             |                             |                             |                             |                                    |                                    |                                    |                                    |                                           |                                           |                                           |                                           |                                           |                                           |                          |                          |                          |                          |                                         |                             | Jacques Ier duc de Bragance  |                             |                             |                             |                                               |                                               |                                               |                                               |                                               |                                               |  |  |  |  |  |  |  |  |  |  |  |  |  |  |
|                                         |                                         |                                         |                                         |                                         |                                         |                             |                             |                             |                             |                             |                             |                                    |                                    |                                    |                                    |                                           |                                           |                                           |                                           |                                           |                                           |                          |                          |                          |                          |                                         |                             |                              |                             |                             |                             |                                               |                                               |                                               |                                               |                                               |                                               |  |  |  |  |  |  |  |  |  |  |  |  |  |  |
|                                         |                                         |                                         |                                         |                                         |                                         |                             |                             |                             |                             |                             |                             |                                    |                                    |                                    |                                    |                                           |                                           |                                           |                                           |                                           |                                           |                          |                          |                          |                          |                                         |                             |                              |                             |                             |                             |                                               |                                               |                                               |                                               |                                               |                                               |  |  |  |  |  |  |  |  |  |  |  |  |  |  |
| Jean III roi de Portugal                | Jean III roi de Portugal                | Jean III roi de Portugal                | Jean III roi de Portugal                | Jean III roi de Portugal                | Jean III roi de Portugal                |                             |                             | Henri Ier roi de Portugal   | Henri Ier roi de Portugal   | Henri Ier roi de Portugal   | Henri Ier roi de Portugal   | Henri Ier roi de Portugal          | Henri Ier roi de Portugal          |                                    |                                    | Édouard de Portugal (pt) duc de Guimarães | Édouard de Portugal (pt) duc de Guimarães | Édouard de Portugal (pt) duc de Guimarães | Édouard de Portugal (pt) duc de Guimarães | Édouard de Portugal (pt) duc de Guimarães | Édouard de Portugal (pt) duc de Guimarães |                          |                          | Isabelle de Bragance     | Isabelle de Bragance     | Isabelle de Bragance                    | Isabelle de Bragance        | Isabelle de Bragance         | Isabelle de Bragance        |                             |                             | Théodose Ier de Bragance (pt) duc de Bragance | Théodose Ier de Bragance (pt) duc de Bragance | Théodose Ier de Bragance (pt) duc de Bragance | Théodose Ier de Bragance (pt) duc de Bragance | Théodose Ier de Bragance (pt) duc de Bragance | Théodose Ier de Bragance (pt) duc de Bragance |  |  |  |  |  |  |  |  |  |  |  |  |  |  |
| Jean III roi de Portugal                | Jean III roi de Portugal                | Jean III roi de Portugal                | Jean III roi de Portugal                | Jean III roi de Portugal                | Jean III roi de Portugal                |                             |                             | Henri Ier roi de Portugal   | Henri Ier roi de Portugal   | Henri Ier roi de Portugal   | Henri Ier roi de Portugal   | Henri Ier roi de Portugal          | Henri Ier roi de Portugal          |                                    |                                    | Édouard de Portugal (pt) duc de Guimarães | Édouard de Portugal (pt) duc de Guimarães | Édouard de Portugal (pt) duc de Guimarães | Édouard de Portugal (pt) duc de Guimarães | Édouard de Portugal (pt) duc de Guimarães | Édouard de Portugal (pt) duc de Guimarães |                          |                          | Isabelle de Bragance     | Isabelle de Bragance     | Isabelle de Bragance                    | Isabelle de Bragance        | Isabelle de Bragance         | Isabelle de Bragance        |                             |                             | Théodose Ier de Bragance (pt) duc de Bragance | Théodose Ier de Bragance (pt) duc de Bragance | Théodose Ier de Bragance (pt) duc de Bragance | Théodose Ier de Bragance (pt) duc de Bragance | Théodose Ier de Bragance (pt) duc de Bragance | Théodose Ier de Bragance (pt) duc de Bragance |  |  |  |  |  |  |  |  |  |  |  |  |  |  |
|                                         |                                         |                                         |                                         |                                         |                                         |                             |                             |                             |                             |                             |                             |                                    |                                    |                                    |                                    |                                           |                                           |                                           |                                           |                                           |                                           |                          |                          |                          |                          |                                         |                             |                              |                             |                             |                             |                                               |                                               |                                               |                                               |                                               |                                               |  |  |  |  |  |  |  |  |  |  |  |  |  |  |
| Jean-Manuel prince-héritier de Portugal | Jean-Manuel prince-héritier de Portugal | Jean-Manuel prince-héritier de Portugal | Jean-Manuel prince-héritier de Portugal | Jean-Manuel prince-héritier de Portugal | Jean-Manuel prince-héritier de Portugal |                             |                             |                             |                             |                             |                             |                                    |                                    |                                    |                                    |                                           |                                           |                                           |                                           | Catherine de Portugal                     | Catherine de Portugal                     | Catherine de Portugal    | Catherine de Portugal    | Catherine de Portugal    | Catherine de Portugal    |                                         |                             |                              |                             |                             |                             | Jean Ier duc de Bragance                      | Jean Ier duc de Bragance                      | Jean Ier duc de Bragance                      | Jean Ier duc de Bragance                      | Jean Ier duc de Bragance                      | Jean Ier duc de Bragance                      |  |  |  |  |  |  |  |  |  |  |  |  |  |  |
| Jean-Manuel prince-héritier de Portugal | Jean-Manuel prince-héritier de Portugal | Jean-Manuel prince-héritier de Portugal | Jean-Manuel prince-héritier de Portugal | Jean-Manuel prince-héritier de Portugal | Jean-Manuel prince-héritier de Portugal |                             |                             |                             |                             |                             |                             |                                    |                                    |                                    |                                    |                                           |                                           |                                           |                                           | Catherine de Portugal                     | Catherine de Portugal                     | Catherine de Portugal    | Catherine de Portugal    | Catherine de Portugal    | Catherine de Portugal    |                                         |                             |                              |                             |                             |                             | Jean Ier duc de Bragance                      | Jean Ier duc de Bragance                      | Jean Ier duc de Bragance                      | Jean Ier duc de Bragance                      | Jean Ier duc de Bragance                      | Jean Ier duc de Bragance                      |  |  |  |  |  |  |  |  |  |  |  |  |  |  |
|                                         |                                         |                                         |                                         |                                         |                                         |                             |                             |                             |                             |                             |                             |                                    |                                    |                                    |                                    |                                           |                                           |                                           |                                           |                                           |                                           |                          |                          |                          |                          |                                         |                             |                              |                             |                             |                             |                                               |                                               |                                               |                                               |                                               |                                               |  |  |  |  |  |  |  |  |  |  |  |  |  |  |
| Sébastien Ier roi de Portugal           | Sébastien Ier roi de Portugal           | Sébastien Ier roi de Portugal           | Sébastien Ier roi de Portugal           | Sébastien Ier roi de Portugal           | Sébastien Ier roi de Portugal           |                             |                             |                             |                             |                             |                             |                                    |                                    |                                    |                                    |                                           |                                           |                                           |                                           |                                           |                                           |                          |                          |                          |                          | Théodose II duc de Bragance             | Théodose II duc de Bragance | Théodose II duc de Bragance  | Théodose II duc de Bragance | Théodose II duc de Bragance | Théodose II duc de Bragance |                                               |                                               |                                               |                                               |                                               |                                               |  |  |  |  |  |  |  |  |  |  |  |  |  |  |
| Sébastien Ier roi de Portugal           | Sébastien Ier roi de Portugal           | Sébastien Ier roi de Portugal           | Sébastien Ier roi de Portugal           | Sébastien Ier roi de Portugal           | Sébastien Ier roi de Portugal           |                             |                             |                             |                             |                             |                             |                                    |                                    |                                    |                                    |                                           |                                           |                                           |                                           |                                           |                                           |                          |                          |                          |                          | Théodose II duc de Bragance             | Théodose II duc de Bragance | Théodose II duc de Bragance  | Théodose II duc de Bragance | Théodose II duc de Bragance | Théodose II duc de Bragance |                                               |                                               |                                               |                                               |                                               |                                               |  |  |  |  |  |  |  |  |  |  |  |  |  |  |
|                                         |                                         |                                         |                                         |                                         |                                         |                             |                             |                             |                             |                             |                             |                                    |                                    |                                    |                                    |                                           |                                           |                                           |                                           |                                           |                                           |                          |                          |                          |                          | Jean IV duc de Bragance roi de Portugal |                             |                              |                             |                             |                             |                                               |                                               |                                               |                                               |                                               |                                               |  |  |  |  |  |  |  |  |  |  |  |  |  |  |

## Pour approfondir